# Liste der denkmalgeschützten Objekte in Mödling
Die Liste der denkmalgeschützten Objekte in Mödling enthält die 109 denkmalgeschützten, unbeweglichen Objekte der niederösterreichischen Stadtgemeinde Mödling.

## Denkmäler
| Foto  |                 | Denkmal | Standort                                                         | Beschreibung | Metadaten |
| ----- | --------------- | --- | ---------------------------------------------------------------- | --- | --- |
| ja    | Datei hochladen | Christhof mit Gartenhaus HERIS-ID: 34557 Objekt-ID: 32893                                                        | Achsenaugasse 2-6 Standort KG: Mödling                           | Der Christhof wurde 1472 erstmals als Besitz des Augustinerklosters in Wien, Landstraße, erwähnt. Im Jahr 1820 war Ludwig van Beethoven hier. Teile der Missa solemnis wurden hier komponiert. | BDA-Hist.: Q37958820 Status: Bescheid Stand der BDA-Liste: 2025-06-30 Name: Christhof mit Gartenhaus GstNr.: .147/1, .147/2, .147/3, .147/4, .148/1, .148/2, .148/3 Christhof, Mödling |
| ja    | Datei hochladen | Gräberfeld An der Goldenen Stiege HERIS-ID: 46720 Objekt-ID: 48854                                               | An der Goldenen Stiege Standort KG: Mödling                      | Anmerkung: Archäologische Ausgrabungsstätte | BDA-Hist.: Q38023209 Status: Bescheid Stand der BDA-Liste: 2025-06-30 Name: Gräberfeld An der Goldenen Stiege GstNr.: 869/2, 881, 885/1 |
| ja    | Datei hochladen | Evang. Gemeindehaus HERIS-ID: 101865 Objekt-ID: 118212                                                           | An der Goldenen Stiege 2 Standort KG: Mödling                    | | BDA-Hist.: Q37789223 Status: § 2a Stand der BDA-Liste: 2025-06-30 Name: Evang. Gemeindehaus GstNr.: 892/1 Evangelisches Gemeindehaus (Mödling) |
| ja    | Datei hochladen | Anton Wildgans-Haus HERIS-ID: 34558 Objekt-ID: 32894                                                             | Anton Wildgans-Weg 4 Standort KG: Mödling                        | Die 1881 erbaute Villa im Schweizerhausstil ist seit 1918 im Besitz der Familie von Anton Wildgans. | BDA-Hist.: Q37958835 Status: Bescheid Stand der BDA-Liste: 2025-06-30 Name: Anton Wildgans-Haus GstNr.: 2/1 Anton-Wildgans-Haus |
| ja    | Datei hochladen | Brunnen HERIS-ID: 73028 Objekt-ID: 86311                                                                         | Babenbergergasse Standort KG: Mödling                            | Frühhistoristischer Brunnen mit laternentragender Karyatide aus dem 19. Jahrhundert. Der auch als Jungfrauenbrunnen bezeichnete gusseiserne Brunnen wurde als einer von acht Brunnen von dem Techniker Georg Brock, der auch das Gaswerk Mödling baute, errichtet. Der Brunnen stand ursprünglich am Schrannenplatz vor dem nicht mehr bestehenden Hotel Mödling. | BDA-Hist.: Q38131732 Status: § 2a Stand der BDA-Liste: 2025-06-30 Name: Brunnen GstNr.: 531/17 Brunnen Babenbergergasse, Mödling |
| ja    | Datei hochladen | Stadttheater Mödlinger Bühne HERIS-ID: 50243 Objekt-ID: 55041                                                    | Babenbergergasse 5 Standort KG: Mödling                          | Das Stadttheater wurde 1911 bis 1912 als „Mödlinger Bühne“ als Privattheater von Carl Juhasz im Stil der Secession errichtet. | BDA-Hist.: Q2328268 Status: § 2a Stand der BDA-Liste: 2025-06-30 Name: Stadttheater Mödlinger Bühne GstNr.: .162/2 Stadttheater Mödling |
| ja    | Datei hochladen | Sog. Fischermühle HERIS-ID: 50258 Objekt-ID: 55059                                                               | Babenbergergasse 13 Standort KG: Mödling                         | Zweigeschoßiger hakenförmiger Bau mit Hofarkaden aus dem 16./17. Jahrhundert. | BDA-Hist.: Q38038994 Status: § 2a Stand der BDA-Liste: 2025-06-30 Name: Sog. Fischermühle GstNr.: .126 |
| ja    | Datei hochladen | Stadtbad HERIS-ID: 50266 Objekt-ID: 55069                                                                        | Badstraße 25 Standort KG: Mödling                                | 1927/28 erbauter gestaffelter monumentaler Kommunalbau, 1996/97 generalsaniert. | BDA-Hist.: Q38039048 Status: § 2a Stand der BDA-Liste: 2025-06-30 Name: Stadtbad GstNr.: 1800 Stadtbad Mödling |
| ja    | Datei hochladen | Arnold Schönberg-Villa HERIS-ID: 34560 Objekt-ID: 32896                                                          | Bernhardgasse 6 Standort KG: Mödling                             | Das 1905 erbaute späthistoristische Wohnhaus wurde von 1918 bis 1925 von Arnold Schönberg bewohnt und dient heute als Museum zu seiner Person. | BDA-Hist.: Q22810395 Status: Bescheid Stand der BDA-Liste: 2025-06-30 Name: Arnold Schönberg-Villa GstNr.: .1280 Arnold Schönberg-Villa, Mödling |
| ja    | Datei hochladen | Ehem. Bürgerspital HERIS-ID: 101620 Objekt-ID: 117956                                                            | Brühler Straße 1 Standort KG: Mödling                            | 1876 zum Wohnhaus umgestaltetes 1443 bis 1453 erbautes ehemaliges Spital mit Steingewändeportal. | BDA-Hist.: Q37788193 Status: § 2a Stand der BDA-Liste: 2025-06-30 Name: Ehem. Bürgerspital GstNr.: .211 |
| ja    | Datei hochladen | Spitalskirche hl. Ägydius HERIS-ID: 34561 Objekt-ID: 32897                                                       | Brühler Straße 1a Standort KG: Mödling                           | Die dem hl. Ägydius geweihte spätgotische Saalkirche mit steilem Satteldach und Giebelreiter wurde von 1443 bis 1453 als östlicher Abschluss des ehemaligen Bürgerspitalstaktes errichtet. In der Kirche befindet sich die älteste Glocke Mödlings aus dem Jahr 1683. | BDA-Hist.: Q1749165 Status: § 2a Stand der BDA-Liste: 2025-06-30 Name: Spitalskirche hl. Ägydius GstNr.: .210 Spitalkirche (Mödling) |
| ja    | Datei hochladen | Wohn- und Geschäftshaus HERIS-ID: 50262 Objekt-ID: 55063                                                         | Brühler Straße 12 Standort KG: Mödling                           | 1907 erbautes secessionistisches Gebäude mit seichtem Mittelrisalit. | BDA-Hist.: Q38039031 Status: Bescheid Stand der BDA-Liste: 2025-06-30 Name: Wohn- und Geschäftshaus GstNr.: .249/1 |
| ja    | Datei hochladen | Ehem. Kursalon HERIS-ID: 73038 Objekt-ID: 86322                                                                  | Brühler Straße 19 Standort KG: Mödling                           | 1874/75 erbauter neobarocker Bau mit Eckpavillons. | BDA-Hist.: Q38131778 Status: § 2a Stand der BDA-Liste: 2025-06-30 Name: Ehem. Kursalon GstNr.: .222 Kursalon Mödling |
| ja    | Datei hochladen | Aquädukt der 1. Wr. Hochquellenwasserleitung HERIS-ID: 73040 Objekt-ID: 86324                                    | bei Brühler Straße 19 Standort KG: Mödling                       | Der zwischen 1870 und 1873 errichtete Aquädukt ist eine ungefähr 186 Meter lange Talübersetzung der I. Wiener Hochquellenwasserleitung über den Mödlingbach und einen Teil der Stadt selbst. | BDA-Hist.: Q21881785 Status: § 2a Stand der BDA-Liste: 2025-06-30 Name: Aquädukt der 1. Wr. Hochquellwasserleitung GstNr.: 862/2, 862/1, 853/2, 1754, 531/55, 2108/1, 2127, 853/1, 480/1 Aquädukt Mödling |
| ja    | Datei hochladen | Ehem. Gasthaus Zu den zwei Raben HERIS-ID: 56809 Objekt-ID: 66406                                                | Brühler Straße 51 Standort KG: Mödling                           | 1837 unter Alois von Liechtenstein klassizistisch neu erbauter Ausflugsgasthof. | BDA-Hist.: Q38073715 Status: § 57-Mandatsbescheid Stand der BDA-Liste: 2025-06-30 Name: Ehem. Gasthaus Zu den zwei Raben GstNr.: 2217/1 Hotel zwei Raben, Mödling |
| ja    | Datei hochladen | Litschauerhof, St. Joseph Kinderheim HERIS-ID: 101698 Objekt-ID: 118040                                          | Eisentorgasse 1 Standort KG: Mödling                             | Im Kern aus dem 16./17. Jahrhundert stammendes vierseitiges Gebäude mit hofseitigem Turm, 1965 stark umgebaut. | BDA-Hist.: Q37788525 Status: § 2a Stand der BDA-Liste: 2025-06-30 Name: Litschauerhof, St. Joseph Kinderheim GstNr.: 601/4 |
| ja    | Datei hochladen | Johannes Nepomuk-Kapelle HERIS-ID: 101703 Objekt-ID: 118046 marterl.at: 20619                                    | bei Eisentorgasse 1 Standort KG: Mödling                         | Kapellenbildstock aus der ersten Hälfte des 18. Jahrhunderts. | BDA-Hist.: Q37788539 Status: § 2a Stand der BDA-Liste: 2025-06-30 Name: Johannes Nepomuk-Kapelle GstNr.: 601/4 |
| ja    | Datei hochladen | Haus der Jugend, ehem. Lyzeum HERIS-ID: 50259 Objekt-ID: 55060                                                   | Eisentorgasse 5 Standort KG: Mödling                             | 1905 von Sepp Hubatsch erbautes Lyzeum, 1927 und 1940 umgebaut, das Lyzeum wurde später verlegt und ist heute das BG Bachgasse Mödling. | BDA-Hist.: Q38039004 Status: § 2a Stand der BDA-Liste: 2025-06-30 Name: Haus der Jugend, ehem. Lyzeum GstNr.: .1255 Haus der Jugend, Mödling |
| ja    | Datei hochladen | Villa/Landhaus HERIS-ID: 34566 Objekt-ID: 32902                                                                  | Enzersdorfer Straße 11 Standort KG: Mödling                      | 1858 von Carl von Hasenauer erbautes kleines Einfamilienhaus mit Fachwerk und Laubsägedekor. | BDA-Hist.: Q37958916 Status: Bescheid Stand der BDA-Liste: 2025-06-30 Name: Villa/Landhaus GstNr.: .308 |
| ja    | Datei hochladen | Bürgerhaus HERIS-ID: 58076 Objekt-ID: 68524                                                                      | Fleischgasse 1 Standort KG: Mödling                              | Zweigeschoßiges Gebäude aus der ersten Hälfte des 16. Jahrhunderts mit Pfeilerarkaden im Hof. | BDA-Hist.: Q38080370 Status: Bescheid Stand der BDA-Liste: 2025-06-30 Name: Bürgerhaus GstNr.: .118 |
| ja    | Datei hochladen | Bürgerhaus HERIS-ID: 34562 Objekt-ID: 32898                                                                      | Fleischgasse 4 Standort KG: Mödling                              | | BDA-Hist.: Q37958872 Status: Bescheid Stand der BDA-Liste: 2025-06-30 Name: Bürgerhaus GstNr.: .165/1, .165/2 |
| ja    | Datei hochladen | Melker Zehenthof, Freihof HERIS-ID: 50255 Objekt-ID: 55056                                                       | Franz Keim-Gasse 5 Standort KG: Mödling                          | Im Kern aus dem 13., überwiegend aus dem 17. Jahrhundert stammende Anlage mit hakenförmigem Flügel, im 19. Jahrhundert aufgestockt. | BDA-Hist.: Q38038984 Status: Bescheid Stand der BDA-Liste: 2025-06-30 Name: Melker Zehenthof, Freihof GstNr.: 514 |
| ja    | Datei hochladen | Dreifaltigkeitssäule HERIS-ID: 59409 Objekt-ID: 70681 marterl.at: 10683                                          | Freiheitsplatz Standort KG: Mödling                              | Die Dreifaltigkeitssäule wurde im Jahr 1714 errichtet. | BDA-Hist.: Q2073120 Status: § 2a Stand der BDA-Liste: 2025-06-30 Name: Dreifaltigkeitssäule GstNr.: 531/3 Pestsäule in Mödling |
| ja BW | Datei hochladen | Bürgerhaus HERIS-ID: 109802 Objekt-ID: 127438seit 2021                                                           | Freiheitsplatz 1 Standort KG: Mödling                            | | BDA-Hist.: Q105672563 Status: Bescheid Stand der BDA-Liste: 2025-06-30 Name: Bürgerhaus GstNr.: .92 |
| ja    | Datei hochladen | Bürgerhaus HERIS-ID: 72898seit 2022                                                                              | Freiheitsplatz 2 Standort KG: Mödling                            | | BDA-Hist.: Q112893071 Status: Bescheid Stand der BDA-Liste: 2025-06-30 Name: Bürgerhaus GstNr.: .91 |
| ja    | Datei hochladen | Zwei Bürgerhäuser HERIS-ID: 109803 Objekt-ID: 127439seit 2021                                                    | Freiheitsplatz 3 & 4 Standort KG: Mödling                        | | BDA-Hist.: Q105672564 Status: Bescheid Stand der BDA-Liste: 2025-06-30 Name: Zwei Bürgerhäuser GstNr.: 254/1 |
| ja    | Datei hochladen | Viechtlmüllerhaus HERIS-ID: 101570 Objekt-ID: 117905seit 2021                                                    | Freiheitsplatz 5 Standort KG: Mödling                            | | BDA-Hist.: Q105672558 Status: Bescheid Stand der BDA-Liste: 2025-06-30 Name: Viechtlmüllerhaus GstNr.: .18 Viechtlmüllerhaus, Mödling |
| ja    | Datei hochladen | Kostkahaus HERIS-ID: 34567 Objekt-ID: 32903                                                                      | Freiheitsplatz 6 Standort KG: Mödling                            | Das alte Öler- beziehungsweise Seifensiederhaus, bezeichnet nach letztem Seifensieder in Mödling, ist ein langgestreckter zweigeschoßiger Baukomplex mit zwei rechteckigen Höfen und ist in der Substanz spätmittelalterlich. Der Straßentrakt (Enzersdorfer Straße) und hinterer Trakt stammen aus dem 16. Jahrhundert. Dazwischen liegt ein überdachter Hof mit Renaissancearkaden und Säulen, die mit 1566 datiert sind. Der Renaissance-Runderker stammt ebenfalls aus dem 16. Jahrhundert. Die Platzfront ist durch eine polychromierte Sonnenuhr geschmückt, die mit der Jahreszahl 1503 versehen ist. | BDA-Hist.: Q37958929 Status: Bescheid Stand der BDA-Liste: 2025-06-30 Name: Kostkahaus GstNr.: .17 Kostkahaus, Mödling |
| ja    | Datei hochladen | Man(n)agettahaus, Monte Santo-Hof HERIS-ID: 34568 Objekt-ID: 32904                                               | Freiheitsplatz 8 Standort KG: Mödling                            | Barockbau mit Mansardsatteldach aus dem 18. Jahrhundert, in der ersten Hälfte des 19. Jahrhunderts erweitert. | BDA-Hist.: Q37958945 Status: Bescheid Stand der BDA-Liste: 2025-06-30 Name: Man(n)agettahaus, Monte Santo-Hof GstNr.: .114 |
| ja    | Datei hochladen | Wohn- und Geschäftshaus HERIS-ID: 72899 Objekt-ID: 86176seit 2021                                                | Freiheitsplatz 9 Standort KG: Mödling                            | | BDA-Hist.: Q105668983 Status: Bescheid Stand der BDA-Liste: 2025-06-30 Name: Wohn- und Geschäftshaus GstNr.: 547/2 |
| ja    | Datei hochladen | Ehem. Putschermühle HERIS-ID: 50260 Objekt-ID: 55061                                                             | Friedrich Schiller-Straße 67a Standort KG: Mödling               | Zweigeschoßiges Gebäude aus dem 16. Jahrhundert mit faschengerahmten Kastenfenstern. | BDA-Hist.: Q38039015 Status: Bescheid Stand der BDA-Liste: 2025-06-30 Name: Ehem. Putschermühle GstNr.: .140 Putschermühle |
| ja    | Datei hochladen | Aufbahrungshalle HERIS-ID: 101828 Objekt-ID: 118174                                                              | Guntramsdorfer Straße 28 Standort KG: Mödling                    | 1926/27 erbauter Rundbau zwischen niedrigen rechtwinkelig zueinander ausgerichteten Flügeln. | BDA-Hist.: Q37789104 Status: § 2a Stand der BDA-Liste: 2025-06-30 Name: Aufbahrungshalle GstNr.: .1887 Aufbahrungshalle Mödling |
| ja    | Datei hochladen | Mausoleum Schüler HERIS-ID: 101829 Objekt-ID: 118175 marterl.at: 20625                                           | Guntramsdorfer Straße 28 Standort KG: Mödling                    | Das Mausoleum des General-Inspectors der k.k. Südbahn Friedrich Julius Schüler und seiner Familie am Mödlinger Friedhof wurde um die Jahrhundertwende vom Architekten Alexander Wielemanns errichtet. Der Sockel hat einen zwölfeckigen Grundriss. Mit der Kuppel ist der Bau den florentinischen Bauten nachempfunden. | BDA-Hist.: Q37789113 Status: § 2a Stand der BDA-Liste: 2025-06-30 Name: Mausoleum Schüler GstNr.: .1393 Mausoleum Schüler, Mödling |
| ja    | Datei hochladen | Friedhof mit Verwaltungsgebäude HERIS-ID: 72373 Objekt-ID: 85602                                                 | Guntramsdorfer Straße 28 Standort KG: Mödling                    | 1876 angelegter Friedhof mit vereinzelten Statuen und Reliefs. Zwischen 1926 und 1928 entstanden das eingeschoßige Verwaltungsgebäude mit Walmdach sowie eine Aufbahrungshalle. Die Bauten wurden entworfen von Otto Straeche (1889–1945) und Karl Lehrmann (1887–1957). | BDA-Hist.: Q38130276 Status: § 2a Stand der BDA-Liste: 2025-06-30 Name: Friedhof mit Verwaltungsgebäude GstNr.: .1886, 1408/3, 1408/2, 1407/1, 1408/1 Mödlinger Friedhof |
| ja    | Datei hochladen | Schöffel-Kapelle HERIS-ID: 101836 Objekt-ID: 118183 marterl.at: 20626                                            | südlich Guntramsdorfer Straße 32 Standort KG: Mödling            | Grabstätte von Josef Schöffel in einem neoromanischen Zentralbau mit Kuppel. | BDA-Hist.: Q37789136 Status: § 2a Stand der BDA-Liste: 2025-06-30 Name: Schöffel-Kapelle GstNr.: .1392 Schöffel-Kapelle |
| ja    | Datei hochladen | Friedhof israelitisch HERIS-ID: 109768 Objekt-ID: 127403                                                         | Guntramsdorfer Straße 30 Standort KG: Mödling                    | Auf dem Friedhof mit einer Größe von etwa 3200 m² Größe fand 1876 das erste Begräbnis statt. Bis 1938 wurden 373 Menschen hier begraben. Der israelitische Teil ist durch eine Gitterumzäunung vom Gesamtfriedhof abgetrennt und wurde im Jahr 1995 durch den Verein Schalom renoviert. Die Pflege erfolgt durch die Stadtgemeinde Mödling. | BDA-Hist.: Q37815471 Status: § 2a Stand der BDA-Liste: 2025-06-30 Name: Friedhof israelitisch GstNr.: 1407/2, .1400, .1629 Mödlinger Friedhof - Israelitischer Teil |
| ja    | Datei hochladen | Anlage Arbeitersiedlung „Kolonie“ bzw. „Schustersiedlung“ HERIS-ID: 101844 Objekt-ID: 118191                     | Hartigstraße 2-36, ger. Nr. Standort KG: Mödling                 | Arbeitersiedlung in lockerer Zeilenverbauung gemeinsam mit der 1872 gegründeten Lokomotivfabrik gegründet. | BDA-Hist.: Q37789183 Status: Bescheid Stand der BDA-Liste: 2025-06-30 Name: Anlage Arbeitersiedlung „Kolonie“ bzw. „Schustersiedlung“ GstNr.: .570, .569, .568, .567, .566, .565, .598, .576, .597, .577, .596, .578, .595, .579, .594, .580, .593, .581, .592, .582, .591, .583, .590, .584, .589, .585, .588, .587, .599, .600, .601, .602, .603, .604, .605, .606, .607, .608, .609 Kolonie Mödling |
| ja    | Datei hochladen | Melkerhof/Mölkerhof HERIS-ID: 34597 Objekt-ID: 32933                                                             | Hauptstraße 41 Standort KG: Mödling                              | Zweigeschoßiger Hof, im Kern aus dem 16. Jahrhundert, 1691 bis 1783 Stiftshof des Stiftes Melk. | BDA-Hist.: Q37958959 Status: Bescheid Stand der BDA-Liste: 2025-06-30 Name: Melkerhof/Mölkerhof GstNr.: .71 |
| ja    | Datei hochladen | Drachhof HERIS-ID: 34598 Objekt-ID: 32934                                                                        | Hauptstraße 44 Standort KG: Mödling                              | Dreiflügeliger Bau mit späthistoristischer Fassade aus dem 18. Jahrhundert, Wohnhaus von Albert Drach. | BDA-Hist.: Q37958972 Status: Bescheid Stand der BDA-Liste: 2025-06-30 Name: Drachhof GstNr.: .33 Drachhof, Mödling |
| ja    | Datei hochladen | Marienhof HERIS-ID: 34599 Objekt-ID: 32935                                                                       | Hauptstraße 46 Standort KG: Mödling                              | Dreiflügeliger Barockbau mit Figur der Maria Immaculata aus der ersten Hälfte des 18. Jahrhunderts. | BDA-Hist.: Q37958988 Status: Bescheid Stand der BDA-Liste: 2025-06-30 Name: Marienhof GstNr.: .32/1 |
| ja    | Datei hochladen | Ehem. Binderhaus HERIS-ID: 34600 Objekt-ID: 32936                                                                | Hauptstraße 62 Standort KG: Mödling                              | Vierseitiger, im 16. Jahrhundert erweiterter spätgotischer Bau. | BDA-Hist.: Q37959002 Status: Bescheid Stand der BDA-Liste: 2025-06-30 Name: Ehem. Binderhaus GstNr.: .86 |
| ja    | Datei hochladen | Beethovenhaus, ehem. Hafnerhaus HERIS-ID: 34601 Objekt-ID: 32937                                                 | Hauptstraße 79 Standort KG: Mödling                              | Dreiflügelbau aus dem 15./16. Jahrhundert mit spätmittelalterlicher Binnenstruktur, mehrfaches Sommerquartier Beethovens. | BDA-Hist.: Q37959016 Status: Bescheid Stand der BDA-Liste: 2025-06-30 Name: Beethovenhaus, ehem. Hafnerhaus GstNr.: .109 Beethovenhaus Mödling |
| ja    | Datei hochladen | Bürgerhaus HERIS-ID: 34602 Objekt-ID: 32938                                                                      | Hauptstraße 83 Standort KG: Mödling                              | Spätmittelalterliches Ackerbürgerhaus mit Steingewändefenstern aus dem 16. Jahrhundert. | BDA-Hist.: Q37959032 Status: Bescheid Stand der BDA-Liste: 2025-06-30 Name: Bürgerhaus GstNr.: .111 |
| ja    | Datei hochladen | Othmarhof HERIS-ID: 34603 Objekt-ID: 32939                                                                       | Herzoggasse 1 Standort KG: Mödling                               | 1564 bis 1569 erbauter dreiflügeliger Renaissancebau mit SgraffitoFassade. | BDA-Hist.: Q37959047 Status: Bescheid Stand der BDA-Liste: 2025-06-30 Name: Othmarhof GstNr.: .115 |
| ja    | Datei hochladen | Herzoghof (Erker) HERIS-ID: 34604 Objekt-ID: 32940                                                               | Herzoggasse 4 Standort KG: Mödling                               | Dreiflügelbau aus dem 15. Jahrhundert mit mehrfach veränderter Fassade. | BDA-Hist.: Q37959063 Status: Bescheid Stand der BDA-Liste: 2025-06-30 Name: Herzoghof (Erker) GstNr.: .12/2 Herzoghof (Mödling) |
| ja    | Datei hochladen | Persönlichkeitsdenkmal Josef Schöffel HERIS-ID: 110060 Objekt-ID: 127710 marterl.at: 20588                       | bei Hochbründlgasse 3 Standort KG: Mödling                       | | BDA-Hist.: Q37816662 Status: § 2a Stand der BDA-Liste: 2025-06-30 Name: Persönlichkeitsdenkmal Josef Schöffel GstNr.: 229/3 |
| ja    | Datei hochladen | Jägerhaus HERIS-ID: 50263 Objekt-ID: 55064                                                                       | Jägerhausgasse 21 Standort KG: Mödling                           | 1810/11 errichteter zweigeschoßiger Bau mit Walmdach, im Zusammenhang mit der Anlage des Landschaftsparks Föhrenberge errichtet. | BDA-Hist.: Q38039037 Status: Bescheid Stand der BDA-Liste: 2025-06-30 Name: Jägerhaus GstNr.: .1753 |
| ja    | Datei hochladen | Jakob Thoma-Schule HERIS-ID: 50270 Objekt-ID: 55073                                                              | Jakob Thoma-Straße 20 Standort KG: Mödling                       | Dreigeschoßiger Heimatstilbau mit Mansarddach errichtet von 1912 bis 1914. Die Schule wurde zu Beginn des Ersten Weltkrieges gleich als Lazarett eröffnet und eingerichtet. Erst zu Kriegsende konnte der Schulbetrieb aufgenommen werden. | BDA-Hist.: Q38039057 Status: § 2a Stand der BDA-Liste: 2025-06-30 Name: Jakob Thoma-Schule GstNr.: .1458 Jakob-Thoma-Mittelschule Mödling |
| ja    | Datei hochladen | Ehem. Thonetschlössl, Bezirksmuseum HERIS-ID: 34618 Objekt-ID: 32954                                             | Josef Deutsch-Platz 2 Standort KG: Mödling                       | Ehemaliges Kapuzinerkloster von 1631, 1785 säkularisiert und 1786 von Giacomo Cagliano erworben. Altgräfin Elise von Salm ließ das Gebäude schlossähnlich umbauen. 1889 erwarb es die Familie Thonet, 1930/31 die Sparkasse der Stadt Mödling, die darin das seit 1904 bestehende Bezirksmuseum unterbrachte. | BDA-Hist.: Q1798990 Status: § 2a Stand der BDA-Liste: 2025-06-30 Name: Ehem. Thonetschlössl, Bezirksmuseum GstNr.: .31/1 Thonetschlössl |
| ja    | Datei hochladen | Denkmal Kaiser Franz Joseph HERIS-ID: 101689 Objekt-ID: 118030 marterl.at: 13326                                 | vor Josef Hyrtl-Platz 2 Standort KG: Mödling                     | Bronzebüste, bezeichnet 1902. | BDA-Hist.: Q37788476 Status: § 2a Stand der BDA-Liste: 2025-06-30 Name: Denkmal Kaiser Franz Joseph GstNr.: 349/55 |
| ja    | Datei hochladen | 4 Postamentlöwen HERIS-ID: 101691 Objekt-ID: 118033 marterl.at: 10779                                            | Josef Hyrtl-Platz Standort KG: Mödling                           | Vier den Platz flankierende Löwenskulpturen aus dem 19. Jahrhundert. Etwa 100 m weiter vor dem Bezirksgericht an der Adresse Wiener Straße 4-6 steht ein weiteres Postament mit einer identen Löwenskulptur. | BDA-Hist.: Q37788487 Status: § 2a Stand der BDA-Liste: 2025-06-30 Name: 4 Postamentlöwen GstNr.: .940, 349/55 4 Postamentlöwen - Waisenhaus (Mödling) |
| ja    | Datei hochladen | Volksschul- und Wohngebäude sowie Gartenportal HERIS-ID: 101685 Objekt-ID: 118026                                | Josef Hyrtl-Platz 2 Standort KG: Mödling                         | 1886/89 erbauter Baukomplex mit späthistoristischer Fassade. | BDA-Hist.: Q64512861 Status: § 2a Stand der BDA-Liste: 2025-06-30 Name: Volksschul- und Wohngebäude sowie Gartenportal GstNr.: .822, .435, .860, .779/1, .823, 349/55 Waisenhaus-Volksschule (Mödling) |
| ja    | Datei hochladen | Modeschule HERIS-ID: 50272 Objekt-ID: 55076                                                                      | Josef Hyrtl-Platz 3 Standort KG: Mödling                         | Backsteinbau im Burgenstil mit Turm. | BDA-Hist.: Q124630510 Status: § 2a Stand der BDA-Liste: 2025-06-30 Name: Modeschule GstNr.: .940 Modeschule (Mödling) |
| ja    | Datei hochladen | Kath. Filialkirche / ehem. Waisenhauskirche hl. Josef und ehem. Friedhofsfläche HERIS-ID: 64969 Objekt-ID: 77750 | Josef Hyrtl-Platz 4 Standort KG: Mödling                         | 1886 bis 1888 von Eugen Sehnal erbaute späthistoristische Backsteinkirche. | BDA-Hist.: Q64512859 Status: § 2a Stand der BDA-Liste: 2025-06-30 Name: Kath. Filialkirche/ ehem. Waisenhauskirche hl. Josef und ehem. Friedhofsfläche GstNr.: 349/55, .778 Waisenhauskirche (Mödling) |
| ja    | Datei hochladen | Denkmal Josef Hyrtl HERIS-ID: 101688 Objekt-ID: 118029 marterl.at: 10890                                         | bei Josef Hyrtl-Platz 4 Standort KG: Mödling                     | Bronzebüste, bezeichnet 1902. | BDA-Hist.: Q37788457 Status: § 2a Stand der BDA-Liste: 2025-06-30 Name: Denkmal Josef Hyrtl GstNr.: 349/55 Hyrtldenkmal Mödling |
| ja    | Datei hochladen | (Gartenbau-)Denkmale sowie Weg- und Treppensystem im Jubiläumspark/Stadtpark HERIS-ID: 110050 Objekt-ID: 127700  | Jubiläumspark Standort KG: Mödling                               | Die Parkanlage wurde 1908 zum 60-jährigen Regierungsjubiläum von Kaiser Franz Josef I. gestaltet. Sie ist Teil des Naturparks Föhrenberge. Die Parkanlage erstreckt sich über die Gemeinden Mödling und (zu einem kleinen Teil) Maria Enzersdorf. | BDA-Hist.: Q37816644 Status: § 2a Stand der BDA-Liste: 2025-06-30 Name: (Gartenbau-)Denkmale sowie Weg- und Treppensystem im Jubiläumspark/Stadtpark GstNr.: 850/10, 94/13, 850/6, 850/1 Jubiläumspark Mödling |
| ja    | Datei hochladen | Ehem. Bezirksgericht HERIS-ID: 38930 Objekt-ID: 38560                                                            | Kaiserin Elisabeth-Straße 2 Standort KG: Mödling                 | 1875 ausgebautes dreigeschoßiges Gebäude mit spätmittelalterlichem Kern, in den 1980er Jahren späthistoristisch rekonstruiert. | BDA-Hist.: Q37985522 Status: Bescheid Stand der BDA-Liste: 2025-06-30 Name: Ehem. Bezirksgericht GstNr.: .266 |
| ja    | Datei hochladen | Ratzhaus HERIS-ID: 34559 Objekt-ID: 32895                                                                        | Kaiserin Elisabeth-Straße 21 Standort KG: Mödling                | Dreiflügeliges Ackerbürgerhaus aus der ersten Hälfte des 16. Jahrhunderts. | BDA-Hist.: Q37958848 Status: Bescheid Stand der BDA-Liste: 2025-06-30 Name: Ratzhaus GstNr.: .174/1 Ratzhaus (Mödling) |
| ja    | Datei hochladen | Pilgramhaus mit ehem. Feuerwehrgebäude und Figurenbildstock HERIS-ID: 34563 Objekt-ID: 32899                     | Kaiserin Elisabeth-Straße 28 Standort KG: Mödling                | Das Pilgramhaus wurde als Armenhaus von Heinrich Jasomirgott in der Mitte des 12. Jahrhunderts gebaut. Der Umbau, der von 1870 stammt ist ein zweigeschoßiger strenghistoristischer Bau. An der Außenwand nahe der Brücke über dem Mödlingbach befindet sich eine Wandnische mit einer Nepomukfigur. | BDA-Hist.: Q37958887 Status: § 2a Stand der BDA-Liste: 2025-06-30 Name: Pilgramhaus mit ehem. Feuerwehrgebäude und Figurenbildstock GstNr.: .209/1, .209/2 Pilgramhaus Mödling |
| ja    | Datei hochladen | Miethaus HERIS-ID: 101905 Objekt-ID: 118253                                                                      | Kirchengasse 1 Standort KG: Mödling                              | 1895 bezeichnetes dreigeschoßiges Eckhaus mit neobarocken Dekorformen. Bis 1948 beherbergte das Gebäude das Bundespolizeikommissariat, bevor dieses in das Thonetschlössel übersiedelte. Anschließend ab 1949 wurden die ersten beiden Etagen als Volksschule genützt, bis diese ab 1964 in das bis damals als Mädchenhauptschule genützte Schulgebäude in die Babenbergergasse übersiedelte. Danach, bis heute, waren verschiedene Verkaufslokale im Erdgeschoß untergebracht. | BDA-Hist.: Q37789297 Status: § 2a Stand der BDA-Liste: 2025-06-30 Name: Miethaus GstNr.: .242 |
| ja    | Datei hochladen | Wohnhaus HERIS-ID: 34606 Objekt-ID: 32942                                                                        | Kirchengasse 6 Standort KG: Mödling                              | Schlichtes Gebäude aus der zweiten Hälfte des 19. Jahrhunderts. | BDA-Hist.: Q37959081 Status: Bescheid Stand der BDA-Liste: 2025-06-30 Name: Wohnhaus GstNr.: .247 |
| ja    | Datei hochladen | Toppelhof HERIS-ID: 34607 Objekt-ID: 32943                                                                       | Kirchengasse 8 Standort KG: Mödling                              | Der Toppelhof, der vermutlich aus dem 12. Jahrhundert stammt, war der erste Besitz der Babenberger. Er war der Wirtschaftshof der Burg Mödling. Die Gewölbe, zum Teil romanisch und zum anderen gotisch, wurden im 18. Jahrhundert überbaut. Im nicht öffentlichen Innenhof befindet sich die barocke Figur Maria Einsiedeln. | BDA-Hist.: Q37959095 Status: Bescheid Stand der BDA-Liste: 2025-06-30 Name: Toppelhof GstNr.: .244 Toppelhof, Mödling |
| ja    | Datei hochladen | Ehem. Bezirkshauptmannschaft HERIS-ID: 50247 Objekt-ID: 55045                                                    | Klostergasse 4 Standort KG: Mödling                              | Späthistoristischer 1896 erbauter Dreiflügelbau mit neobarocker Fassade und Doppeladler im Giebel. | BDA-Hist.: Q38038925 Status: Bescheid Stand der BDA-Liste: 2025-06-30 Name: Ehem. Bezirkshauptmannschaft GstNr.: .30 Former Bezirkshauptmannschaft Mödling |
| ja    | Datei hochladen | Bürgerhaus HERIS-ID: 34608 Objekt-ID: 32944                                                                      | Klostergasse 10 Standort KG: Mödling                             | Im Kern spätmittelalterliches Gebäude mit vorkragendem Obergeschoß. | BDA-Hist.: Q37959109 Status: Bescheid Stand der BDA-Liste: 2025-06-30 Name: Bürgerhaus GstNr.: .27 |
| ja    | Datei hochladen | Bürgerhaus HERIS-ID: 34609 Objekt-ID: 32945                                                                      | Klostergasse 12 Standort KG: Mödling                             | Bürgerhaus aus dem 17. Jahrhundert. | BDA-Hist.: Q37959124 Status: Bescheid Stand der BDA-Liste: 2025-06-30 Name: Bürgerhaus GstNr.: .26 |
| ja    | Datei hochladen | Bürgerhaus HERIS-ID: 34610 Objekt-ID: 32946                                                                      | Klostergasse 14 Standort KG: Mödling                             | Bürgerhaus aus dem 16./17. Jahrhundert. | BDA-Hist.: Q37959140 Status: Bescheid Stand der BDA-Liste: 2025-06-30 Name: Bürgerhaus GstNr.: .25 |
| ja    | Datei hochladen | Volkskundemuseum HERIS-ID: 34611 Objekt-ID: 32947                                                                | Klostergasse 16 Standort KG: Mödling                             | Hauerhaus aus dem 16./17. Jahrhundert mit volkskundlicher Sammlung. | BDA-Hist.: Q37959153 Status: Bescheid Stand der BDA-Liste: 2025-06-30 Name: Volkskundemuseum GstNr.: .24 Volkskundemuseum Mödling |
| ja    | Datei hochladen | Bürgerhaus HERIS-ID: 34612 Objekt-ID: 32948                                                                      | Klostergasse 18 Standort KG: Mödling                             | Im Kern spätmittelalterliches Bürgerhaus. | BDA-Hist.: Q37959170 Status: Bescheid Stand der BDA-Liste: 2025-06-30 Name: Bürgerhaus GstNr.: .23 |
| ja    | Datei hochladen | Mödlhammerhaus HERIS-ID: 34613 Objekt-ID: 32949                                                                  | Klostergasse 20 Standort KG: Mödling                             | Im Kern spätmittelalterliches Gebäude mit Steingewändeportal. | BDA-Hist.: Q37959184 Status: Bescheid Stand der BDA-Liste: 2025-06-30 Name: Mödlhammerhaus GstNr.: .22 |
| ja    | Datei hochladen | (Gartenbau-)Denkmale sowie Weg- und Treppensystem im Kurpark HERIS-ID: 73039 Objekt-ID: 86323                    | Kurpark Standort KG: Mödling                                     | Von Joseph Selleny und Wenzel Hybler entworfener Park im Süden in den Landschaftspark übergehend. | BDA-Hist.: Q38131791 Status: § 2a Stand der BDA-Liste: 2025-06-30 Name: (Gartenbau-)Denkmale sowie Weg- und Treppensystem im Kurpark GstNr.: 866, 867/2, 869/1, 2334 |
| ja    | Datei hochladen | Ehem. Landsitz HERIS-ID: 84449 Objekt-ID: 98548                                                                  | Liechtensteinstraße 4 Standort KG: Mödling                       | Neoklassizistischer Bau mit Säulenloggia aus der Mitte des 19. Jahrhunderts. | BDA-Hist.: Q38183019 Status: Bescheid Stand der BDA-Liste: 2025-06-30 Name: Ehem. Landsitz GstNr.: .1701 |
| ja    | Datei hochladen | Ehem. Schuhfabrik Beka/Leiner Zentrallager samt Stiegenhaus HERIS-ID: 111284 Objekt-ID: 129077                   | Mannagettagasse 46-48 Standort KG: Mödling                       | Das Industrieobjekt wurde von den Brüdern Karl und Max Klein im Jahr 1913 zur Übersiedlung ihrer Schuhfabrik von Linz errichtet. Diese Fabrik wurde von ihrem Vater in Böhmen im Jahr 1872 gegründet. Im Ersten Weltkrieg wurde die Fabriksanlage noch erweitert. 1930 musste das Unternehmen wegen der Weltwirtschaftskrise schließen. In der Folge führte die Caritas Armenausspeisungen in dem Gebäude durch, aber es blieb noch im Besitz der jüdischen Fabrikanten. Im November 1939 wurde das Gelände von den Gebrüdern Klein arisiert. Nach dem Zweiten Weltkrieg errichtete die Möbelfirma Braumüller eine Fabrikationsstätte. Nach 1976 erwarb Leiner das Areal und errichtete ein Möbellager. Im Zuge der Erweiterung des Landesklinikums Thermenregion Mödling wurden die Leiner Gründe dazugekauft. Da im Zuge dessen alles abgerissen werden sollte, wurden per 17. Juni 2011 Teile des Gebäudes mit dem Stiegenaufgang unter Denkmalschutz gestellt. | BDA-Hist.: Q37823058 Status: Bescheid Stand der BDA-Liste: 2025-06-30 Name: Ehem. Schuhfabrik Beka/Leiner Zentrallager samt Stiegenhaus GstNr.: 363/1 Schuhfabrik Beka - Leiner Zentrallager |
| ja    | Datei hochladen | Kath. Pfarrkirche Herz Jesu HERIS-ID: 101693 Objekt-ID: 118035                                                   | Maria Theresien-Gasse 18-20 Standort KG: Mödling                 | Stahlbeton-Skelettbau, 1970 bis 1971 nach Plänen von Franz Andre erbaut. Glasfenster und Altarrelief von Hermann Bauch. | BDA-Hist.: Q22665926 Status: § 2a Stand der BDA-Liste: 2025-06-30 Name: Kath. Pfarrkirche Herz Jesu GstNr.: 347/10 Herz-Jesu-Kirche (Mödling) |
| ja    | Datei hochladen | Ehem. Kinderheimkapelle (Maria-Theresien-Saal) HERIS-ID: 101694 Objekt-ID: 118036                                | Maria Theresien-Gasse 22 Standort KG: Mödling                    | 1909 erbauter Saalbau in Neorenaissance-Formen. | BDA-Hist.: Q37788504 Status: § 2a Stand der BDA-Liste: 2025-06-30 Name: Ehem. Kinderheimkapelle (Maria-Theresien-Saal) GstNr.: .448 |
| ja    | Datei hochladen | Anlage Denkmale im Museumspark HERIS-ID: 73031 Objekt-ID: 86314                                                  | Lerchengasse 18a Standort KG: Mödling                            | 1957 eröffneter Park hinter dem Bezirksmuseum. | BDA-Hist.: Q38131755 Status: § 2a Stand der BDA-Liste: 2025-06-30 Name: Anlage Denkmale im Museumspark GstNr.: 271/12 Museumspark Mödling |
| ja    | Datei hochladen | Arnold Schönberg-Brunnen HERIS-ID: 73030 Objekt-ID: 86313 marterl.at: 13192                                      | Museumspark Standort KG: Mödling                                 | Brunnen mit der Plastik Portraits eines Lebens für 12 Töne, 1999 von Elisabeth Ledersberger-Lehoczky erbaut. Nach dem Umbau der Hauptstraße wurde der Brunnen hinter das Museum versetzt, wird aber seither nicht mehr als Brunnen verwendet, sondern steht als Denkmal. | BDA-Hist.: Q38131744 Status: § 2a Stand der BDA-Liste: 2025-06-30 Name: Arnold Schönberg-Brunnen GstNr.: 271/12 Arnold-Schönberg-Denkmal |
| ja    | Datei hochladen | Wohn- und Geschäftshaus, Ehem. Konsumgebäude HERIS-ID: 101678 Objekt-ID: 118019seit 2013                         | Neudorfer Straße 10 Standort KG: Mödling                         | Erbaut 1913 als Verwaltungsgebäude des mödlinger Arbeiter-Konsumvereines und Zubau zum ehemaligen Verwaltungebäude der mödlinger Sözialdemokraten im ehemaligen Arbeiterheim (Neudorferstraße 8). Der Bau im Jugendstil nach Plänen von Hubert Gessner, einem Schüler von Otto Wagner ist das letzte erhaltene ehemalige Konsum Vereinshaus. | BDA-Hist.: Q37788409 Status: Bescheid Stand der BDA-Liste: 2025-06-30 Name: Wohn- und Geschäftshaus, Ehem. Konsumgebäude GstNr.: 442/1 Konsumgebäude, Mödling |
| ja    | Datei hochladen | Ehem. Spitalsmühle HERIS-ID: 73042 Objekt-ID: 86326                                                              | Neuweg 2 Standort KG: Mödling                                    | Hakenförmiger Bau aus der zweiten Hälfte des 16. Jahrhunderts mit rundbogigem Steingewändeportal. | BDA-Hist.: Q38131814 Status: § 2a Stand der BDA-Liste: 2025-06-30 Name: Ehem. Spitalsmühle GstNr.: .228/3 Spitalsmühle (Mödling) |
| ja    | Datei hochladen | Grenzstein HERIS-ID: 101626 Objekt-ID: 117963 marterl.at: 20616                                                  | bei Perlgasse 4 Standort KG: Mödling                             | Grenzstein, bezeichnet 1607 R für Rudolf II. mit der Kaiserkrone, auf der Rückseite MM für Markt Mödling. Rudolf ließ damals 26 solcher Steine zur Kennzeichnung der Mödlinger Landgerichtsbarkeit setzen. | BDA-Hist.: Q37788224 Status: § 2a Stand der BDA-Liste: 2025-06-30 Name: Grenzstein GstNr.: 107/3 |
| ja    | Datei hochladen | Bürgerhaus HERIS-ID: 50248 Objekt-ID: 55046                                                                      | Pfarrgasse 3 Standort KG: Mödling                                | Gotisches Bürgerhaus aus dem 15./16. Jahrhundert. | BDA-Hist.: Q38038937 Status: § 2a Stand der BDA-Liste: 2025-06-30 Name: Bürgerhaus GstNr.: 834/2 Bürgerhaus Pfarrgasse 3, Mödling |
| ja    | Datei hochladen | Bürgerhaus HERIS-ID: 101549 Objekt-ID: 117883                                                                    | Pfarrgasse 5 Standort KG: Mödling                                | Um 1600 in einer Zusammenlegung mehrerer spätgotischer Häuser entstandenes Bürgerhaus. | BDA-Hist.: Q37788176 Status: § 2a Stand der BDA-Liste: 2025-06-30 Name: Bürgerhaus GstNr.: 834/2 Bürgerhaus Pfarrgasse 5, Mödling |
| ja    | Datei hochladen | Bürgerhaus HERIS-ID: 34621 Objekt-ID: 32957                                                                      | Pfarrgasse 6 Standort KG: Mödling                                | Im Kern spätmittelalterliches/frühneuzeitliches Bürgerhaus mit Hofflügel. | BDA-Hist.: Q37959219 Status: Bescheid Stand der BDA-Liste: 2025-06-30 Name: Bürgerhaus GstNr.: .7 |
| ja    | Datei hochladen | Rathaus/Gemeindeamt, Hinterhaus HERIS-ID: 50249 Objekt-ID: 55048                                                 | Pfarrgasse 7 Standort KG: Mödling                                | | BDA-Hist.: Q38038947 Status: Bescheid Stand der BDA-Liste: 2025-06-30 Name: Rathaus/Gemeindeamt, Hinterhaus GstNr.: .273/4 |
| ja    | Datei hochladen | Neues Rathaus, Stadtamt HERIS-ID: 75156 Objekt-ID: 88631                                                         | Pfarrgasse 7 Standort KG: Mödling                                | Zwei Gebäude mit vereinheitlichender barocker Fassade, westliche Hälfte spätgotisch/frühneuzeitlich, östliche Hälfte aus der zweiten Hälfte des 18. Jahrhunderts mit rundbogigem Durchfahrtsportal. | BDA-Hist.: Q38138404 Status: § 2a Stand der BDA-Liste: 2025-06-30 Name: Neues Rathaus, Stadtamt GstNr.: .273/1, .273/2 |
| ja    | Datei hochladen | Pfarrhof HERIS-ID: 56822 Objekt-ID: 66419                                                                        | Pfarrgasse 18 Standort KG: Mödling                               | | BDA-Hist.: Q38073735 Status: § 2a Stand der BDA-Liste: 2025-06-30 Name: Pfarrhof GstNr.: .2 |
| ja    | Datei hochladen | Figur hl. Othmar HERIS-ID: 73033 Objekt-ID: 86316 marterl.at: 13295                                              | bei Pfarrgasse 18 Standort KG: Mödling                           | Skulptur von Hubert Wilfan von 1983. | BDA-Hist.: Q38131764 Status: § 2a Stand der BDA-Liste: 2025-06-30 Name: Figur hl. Othmar GstNr.: 849/1 Othmarkirche (Mödling) |
| ja    | Datei hochladen | Kath. Pfarrkirche hl. Othmar mit ehem. Kirchhofanlage HERIS-ID: 34622 Objekt-ID: 32958                           | bei Pfarrgasse 18 Standort KG: Mödling                           | Einheitliche spätgotische Hallenkirche über Fundamenten von sechs Vorgängerbauten. | BDA-Hist.: Q2036977 Status: § 2a Stand der BDA-Liste: 2025-06-30 Name: Kath. Pfarrkirche hl. Othmar mit ehem. Kirchhofanlage GstNr.: .1, 849/2, 849/4, 837/1, 849/1, 849/5, 849/6, 1 Othmarkirche (Mödling) |
| ja    | Datei hochladen | Karner hl. Pantaleon HERIS-ID: 34605 Objekt-ID: 32941 marterl.at: 20573                                          | Pfarrgasse 18, südlich der Stadtpfarrkirche Standort KG: Mödling | Spätromanischer Rundbau mit Halbkreisapsis aus dem 12./13. Jahrhundert. | BDA-Hist.: Q1734105 Status: § 2a Stand der BDA-Liste: 2025-06-30 Name: Karner hl. Pantaleon GstNr.: .299 Karner St. Pantaleon, Mödling |
| ja    | Datei hochladen | Figurenbildstock hl. Johannes Nepomuk HERIS-ID: 101622 Objekt-ID: 117958 marterl.at: 20567                       | in der Nähe Kirchengasse 3a Standort KG: Mödling                 | 1718 bezeichnete barocke Statue. | BDA-Hist.: Q37788195 Status: § 2a Stand der BDA-Liste: 2025-06-30 Name: Figurenbildstock hl. Johannes Nepomuk GstNr.: 849/2 Statue John of Nepomuk at Sankt-Othmar-Kirche, Mödling |
| ja    | Datei hochladen | Figurenbildstock hl. Koloman HERIS-ID: 101624 Objekt-ID: 117960 marterl.at: 20569                                | in der Nähe Pfarrgasse 18 Standort KG: Mödling                   | Barocke Statue aus der ersten Hälfte des 18. Jahrhunderts. | BDA-Hist.: Q37788204 Status: § 2a Stand der BDA-Liste: 2025-06-30 Name: Figurenbildstock hl. Koloman GstNr.: 849/1 |
| ja    | Datei hochladen | Städtisches Wasserwerk mit Einfriedung HERIS-ID: 101913 Objekt-ID: 118261                                        | Quellenstraße 15 Standort KG: Mödling                            | Kubisch gestaffelter Bau, erbaut 1926/27. | BDA-Hist.: Q37789380 Status: § 2a Stand der BDA-Liste: 2025-06-30 Name: Städtisches Wasserwerk mit Einfriedung GstNr.: .1947, 1298/5, 1298/6 Wasserwerk Mödling |
| ja    | Datei hochladen | Bürgerhaus HERIS-ID: 50250 Objekt-ID: 55049                                                                      | Rathausgasse 4 Standort KG: Mödling                              | Dreiachsiger Bau mit Schopfwalmgiebeln, im Kern spätmittelalterlich/frühneuzeitlich, zuletzt in der zweiten Hälfte des 19. Jahrhunderts umgebaut. | BDA-Hist.: Q38038958 Status: Bescheid Stand der BDA-Liste: 2025-06-30 Name: Bürgerhaus GstNr.: 834/2 Bürgerhaus Rathausgasse 4, Mödling |
| ja    | Datei hochladen | Bürgerhaus HERIS-ID: 11111 Objekt-ID: 7184                                                                       | Rathausgasse 6 Standort KG: Mödling                              | Das Bürgerhaus mit zentralem Erker auf Konsolen ist in der Substanz spätmittelalterlich und urkundlich 1439 erwähnt. Im 16. und 17. Jahrhundert wurde es um- und ausgebaut. Die reiche, plastische Fassadengestaltung erfolgte mittels imitierender Grisaillemalerei mit der Scheinarchitekturelemente, Diamantenquaderungen und ein Vasenfries dargestellt werden sowie die Jahreszahl „1563“. | BDA-Hist.: Q38089803 Status: Bescheid Stand der BDA-Liste: 2025-06-30 Name: Bürgerhaus GstNr.: 834/2 Rathausgasse 6 (Mödling) |
| ja    | Datei hochladen | Ackerbürgerhaus HERIS-ID: 50251 Objekt-ID: 55051                                                                 | Rathausgasse 8 Standort KG: Mödling                              | Im Kern aus dem 16. Jahrhundert stammender Dreiflügelbau, im 19. Jahrhundert umgebaut. | BDA-Hist.: Q38038969 Status: Bescheid Stand der BDA-Liste: 2025-06-30 Name: Ackerbürgerhaus GstNr.: 834/2 Ackerbürgerhaus Rathausgasse 8, Mödling |
| ja    | Datei hochladen | Evang. Pfarrkirche A.B. und Bildstock HERIS-ID: 50261 Objekt-ID: 55062                                           | Scheffergasse 8 Standort KG: Mödling                             | Die historistisch gestaltete Saalkirche mit einem angeschlossenen Pfarrhaus steht in erhöhter Lage und wurde nach den Plänen von Eugen Sehnal ab 1874 errichtet und am 28. November 1875 geweiht. | BDA-Hist.: Q991841 Status: § 2a Stand der BDA-Liste: 2025-06-30 Name: Evang. Pfarrkirche A.B. und Bildstock GstNr.: 982/20 Mödling Protestant Church |
| ja    | Datei hochladen | Josef-Schöffel-Denkmal HERIS-ID: 73047 Objekt-ID: 86331 marterl.at: 10888                                        | vor Schöffelplatz 3 Standort KG: Mödling                         | 1902 bezeichnete Bronzebüste | BDA-Hist.: Q38131843 Status: § 2a Stand der BDA-Liste: 2025-06-30 Name: Josef-Schöffel-Denkmal GstNr.: 390 |
| ja    | Datei hochladen | Persönlichkeitsdenkmal Josef Schöffel HERIS-ID: 110047 Objekt-ID: 127697 marterl.at: 10889                       | gegenüber Schrannenplatz Standort KG: Mödling                    | Die Bronzebüste Josef Schöffels stammt von Viktor Tilgner aus dem Jahre 1895. | BDA-Hist.: Q37816623 Status: § 2a Stand der BDA-Liste: 2025-06-30 Name: Persönlichkeitsdenkmal Josef Schöffel GstNr.: 531/4 |
| ja    | Datei hochladen | Altes Rathaus, Schranne HERIS-ID: 72341 Objekt-ID: 85570                                                         | Schrannenplatz 1 Standort KG: Mödling                            | Zweigeschoßiger Bau mit steilem Satteldach und Turmaufsatz. | BDA-Hist.: Q439511 Status: § 2a Stand der BDA-Liste: 2025-06-30 Name: Altes Rathaus, Schranne GstNr.: .271 Altes Rathaus Mödling |
| ja    | Datei hochladen | Miethaus HERIS-ID: 14388 Objekt-ID: 10622                                                                        | Schrannenplatz 2 Standort KG: Mödling                            | Im Kern spätgotischer Dreiflügelbau, im 16. und 19. Jahrhundert umgebaut, mit späthistoristischer Fassade. | BDA-Hist.: Q37755388 Status: Bescheid Stand der BDA-Liste: 2025-06-30 Name: Miethaus GstNr.: 21 |
| ja    | Datei hochladen | Posthof HERIS-ID: 34634 Objekt-ID: 32970                                                                         | Schrannenplatz 3 Standort KG: Mödling                            | Ein repräsentatives späthistoristisches dreigeschoßiges Geschäfts- und Wohnhaus das 1879 von dem Architekten Eugen Sehnal an Stelle des ehemaligen Markthauses errichtet wurde. | BDA-Hist.: Q37959241 Status: Bescheid Stand der BDA-Liste: 2025-06-30 Name: Posthof GstNr.: .11 Posthof Mödling |
| ja    | Datei hochladen | Künstliche Ruine, sog. Schwarzer Turm HERIS-ID: 101777 Objekt-ID: 118121                                         | Schwarzer Turm 1 Standort KG: Mödling                            | Die im Jahr 1809/10 von Joseph Hardtmuth für Fürst Johann I. von Liechtenstein errichtete künstliche Ruine hat die Form eines Rundturms mit Natursteingrotte. Sie steht auf dem Fundament eines ehemaligen Wachturmes oberhalb der Klausen in der Vorderbrühl. Sie ist bewohnt und nicht zu besichtigen. Durch eine Gemeindegrenzenbereinigung zwischen den Gemeinden Maria Enzersdorf und Mödling kam der vormals in beiden Gemeinden geschützte Schwarze Turm, der bisher an der Gemeindegrenze stand, zur Gänze zu Mödling. | BDA-Hist.: Q37788878 Status: § 2a Stand der BDA-Liste: 2025-06-30 Name: Künstliche Ruine, sog. Schwarzer Turm GstNr.: .1563, 850/1, 2809, 2810 Schwarzer Turm, Mödling |
| ja    | Datei hochladen | Künstliche Ruine, sog. Augengläser HERIS-ID: 101776 Objekt-ID: 118120                                            | Schwarzer Turm 1, östlich Standort KG: Mödling                   | Um 1807 erbaute Ruine mit zwei Spitzbögen. | BDA-Hist.: Q37788863 Status: § 2a Stand der BDA-Liste: 2025-06-30 Name: Künstliche Ruine, sog. Augengläser GstNr.: 850/1 Augengläser, Mödling |
| ja    | Datei hochladen | Ehem. Remise d. Straßenbahn, Stadtverkehrsmuseum HERIS-ID: 32932 Objekt-ID: 30174                                | Thomas Tamussino-Straße 3 Standort KG: Mödling                   | Das 1883 erbaute unverputztes Fachwerkgebäude war die Straßenbahnremise der Lokalbahn Mödling–Hinterbrühl und dient heute als Stadtverkehrsmuseum, das unter anderem Straßenbahnwagen der Wiener Linien, die auf der ehemaligen Linie 360 von Mödling nach Rodaun fuhren. | BDA-Hist.: Q37949885 Status: Bescheid Stand der BDA-Liste: 2025-06-30 Name: Ehem. Remise d. Straßenbahn, Stadtverkehrsmuseum GstNr.: .368/2 Remise und Stadtverkehrsmuseum Mödling |
| ja    | Datei hochladen | Ruine Mödling HERIS-ID: 72367 Objekt-ID: 85596                                                                   | Standort KG: Mödling                                             | Die Burg wurde Anfang des 11. Jahrhunderts von Heinrich de Medlich erbaut, hatte aber nur Bestand bis 1556, als sie durch einen Blitzschlag komplett abbrannte. Im 12. Jahrhundert soll sie nach Aufzeichnungen und Rekonstruktionen eine der größten Burgen Österreichs gewesen sein. Seitdem ist der Bau nur mehr eine Ruine. | BDA-Hist.: Q874783 Status: § 2a Stand der BDA-Liste: 2025-06-30 Name: Ruine Mödling GstNr.: .1752, 1792/1 Burg Mödling |
| ja    | Datei hochladen | Husarentempel HERIS-ID: 72368 Objekt-ID: 85597                                                                   | Standort KG: Mödling                                             | Der Husarentempel wurde im Jahr 1813 von Joseph Kornhäusel als „Tempel des Kriegsruhms“ errichtet. Er ist den Gefallenen der Schlacht bei Aspern gewidmet, und die Grabstätten im Innern enthalten die Körper von fünf Soldaten aus dieser Schlacht. | BDA-Hist.: Q1638851 Status: § 2a Stand der BDA-Liste: 2025-06-30 Name: Husarentempel GstNr.: .1814 Husarentempel |
| ja    | Datei hochladen | Pietà-Pfeiler HERIS-ID: 101623 Objekt-ID: 117959 marterl.at: 20571                                               | in der Nähe Kirchengasse 10 Standort KG: Mödling                 | 1694 geschaffener Pfeiler, ursprünglich vor St. Martin. | BDA-Hist.: Q37788199 Status: § 2a Stand der BDA-Liste: 2025-06-30 Name: Pietà-Pfeiler GstNr.: 849/2 Pietà-Pfeiler (Othmarkirche, Mödling) |
| ja    | Datei hochladen | Pfeilerbildstock HERIS-ID: 101625 Objekt-ID: 117961 marterl.at: 20570                                            | in der Nähe Kirchengasse 3a Standort KG: Mödling                 | Pfeiler aus der zweiten Hälfte des 15. Jahrhunderts, Quaderaufsatz mit Reliefs aus dem 16. Jahrhundert. | BDA-Hist.: Q37788215 Status: § 2a Stand der BDA-Liste: 2025-06-30 Name: Pfeilerbildstock GstNr.: 849/6 Wayside shrine (Othmarkirche, Mödling) |
| ja    | Datei hochladen | Ehem. Korksteinfabrik, Objekt Nr. 24 HERIS-ID: 34614 Objekt-ID: 32950                                            | Dr. Heinrich Horny-Straße 2, neben Standort KG: Mödling          | | BDA-Hist.: Q37959199 Status: Bescheid Stand der BDA-Liste: 2025-06-30 Name: Ehem. Korksteinfabrik, Objekt Nr. 24 GstNr.: .1054/2 Korksteinfabrik Mödling |
| ja    | Datei hochladen | Teil der 1. Wiener Hochquellenleitung HERIS-ID: 111370 Objekt-ID: 129202                                         | Standort siehe Beschreibung KG: Mödling                          | Die I. Wiener Hochquellenwasserleitung ist ein Teil der Wiener Wasserversorgung und war die erste Versorgung von Wien mit einwandfreiem Trinkwasser. Nach vierjähriger Bauzeit wurde die 95 Kilometer lange Leitung am 24. Oktober 1873 eröffnet. Sichtbare Zeugnisse (abgesehen vom Aquädukt) sind zwei Einstiegstürme: Nr. 44 südlich des Aquädukts (Lage) und Nr. 45 (Lage) nördlich davon. | BDA-Hist.: Q64691982 Status: Bescheid Stand der BDA-Liste: 2025-06-30 Name: Teil der 1. Wiener Hochquellenleitung GstNr.: 97/4, 853/2, 862/1, 862/2, 1269/3, 1754 Hochquellenwasserleitung in Mödling |

## Ehemalige Denkmäler
| Foto |                 | Denkmal                                              | Standort                                      | Beschreibung                                                                                | Metadaten |
| ---- | --------------- | ---------------------------------------------------- | --------------------------------------------- | ------------------------------------------------------------------------------------------- | --- |
| ja   | Datei hochladen | Denkmal Ernest von Koerber Objekt-ID: 127360bis 2015 | bei Untere Bach-Gasse 15 Standort KG: Mödling | Das 1902 errichtete Denkmal für Ernest von Koerber wurde an die Untere Bach-Gasse versetzt. | BDA-Hist.: Q106646877 Status: § 2a Stand der BDA-Liste: 2015-06-26 Name: Denkmal Ernest von Koerber GstNr.: .940 Ernest von Koerber-Denkmal Mödling |
| ja   | Datei hochladen | Bundesgymnasium Objekt-ID: 55055bis 2017             | Franz Keim-Gasse 3 Standort KG: Mödling       | Späthistoristische hufeisenförmige Anlage, 1897/98 eröffnet.                                | BDA-Hist.: Q1006142 Status: § 2a Stand der BDA-Liste: 2017-06-23 Name: Bundesgymnasium GstNr.: .1123/1 BRG Keimgasse, Mödling                       |